# Lista de prêmios e indicações recebidos por Tini
Tini (estilizado em letras maiúsculas) é uma atriz, cantora e compositora argentina. Essa é a lista de prêmios e indicações da artista.

## Actuality Awards
| Ano  | Categoria          | Trabalho indicado       | Resultado | Ref.  |
| ---- | ------------------ | ----------------------- | --------- | ----- |
| 2021 | Melhor Canção      | "Miénteme"              | Venceu    | [ 1 ] |
| 2021 | Melhor Colaboração | "La Niña de la Escuela" | Venceu    | [ 1 ] |

## Billbord Argentina Awards
| Ano  | Categoria           | Trabalho indicado | Resultado | Ref.  |
| ---- | ------------------- | ----------------- | --------- | ----- |
| 2018 | Artista Solo do Ano | Ela mesma         | Venceu    | [ 2 ] |
| 2019 | Artista Solo do Ano | Ela mesma         | Venceu    | [ 3 ] |
| 2020 | Artista Solo do Ano | Ela mesma         | Venceu    | [ 4 ] |

## Billboard Latin Music Awards
A "Billboard Latin Music Awards" é uma premiação anual de música latina, feita pela revista Billboard.
| Ano  | Categoria               | Trabalho indicado | Resultado | Ref.        |
| ---- | ----------------------- | ----------------- | --------- | ----------- |
| 2023 | Álbum Latino Pop do Ano | Cupido            | Indicada  | [ 5 ] [ 6 ] |

## Bravo Otto
| Ano  | Categoria                    | Trabalho indicado | Resultado | Ref.  |
| ---- | ---------------------------- | ----------------- | --------- | ----- |
| 2015 | Super Estrela Feminina de TV | Ela mesma         | Venceu    | [ 7 ] |
| 2016 | Super Cantora Feminina       | Ela mesma         | Venceu    | [ 8 ] |
| 2018 | Super Cantora Feminina       | Ela mesma         | Indicada  | [ 9 ] |

## Breaktudo Awards
O "Break Tudo Awards" é uma premiação brasileira, que reconhece os maiores acontecimentos da música, televisão e conteúdo digital.
| Ano  | Categoria      | Trabalho indicado       | Resultado | Ref.   |
| ---- | -------------- | ----------------------- | --------- | ------ |
| 2019 | Artista Latino | Ela mesma               | Indicada  |        |
| 2020 | Hit Latino     | "Oye"                   | Indicada  |        |
| 2020 | Artista Latino | Ela mesma               | Venceu    |        |
| 2021 | Artista Latino | Ela mesma               | Indicada  |        |
| 2021 | Hit Latino     | "La Niña de La Escuela" | Indicada  |        |
| 2022 | Artista Latino | Ela mesma               | Venceu    | [ 10 ] |
| 2023 | Artista Latino | Ela mesma               | Indicada  |        |
| 2023 | Hit Latino     | "Carne Y Hueso"         | Indicada  |        |

## Buenos Aires Music Video Festival
| Ano  | Categoria      | Trabalho indicado | Resultado | Ref.   |
| ---- | -------------- | ----------------- | --------- | ------ |
| 2021 | Clipe Pop      | "Mientéme"        | Indicada  | [ 11 ] |
| 2021 | Clipe Favorito | "2:50 (Remix)"    | Indicada  | [ 11 ] |

## Deezer Monitor Music Awards
| Ano  | Categoria                  | Trabalho indicado   | Resultado | Ref.   |
| ---- | -------------------------- | ------------------- | --------- | ------ |
| 2021 | Melhor Canção Pop Feminina | "Un Beso en Madrid" | Indicada  | [ 12 ] |

## Festival de Viña
| Ano  | Categoria        | Trabalho indicado | Resultado | Ref.   |
| ---- | ---------------- | ----------------- | --------- | ------ |
| 2023 | Gaivota de Prata | Ela mesma         | Venceu    | [ 13 ] |
| 2023 | Gaivota de Ouro  | Ela mesma         | Venceu    | [ 13 ] |

## Flor de Mulher
| Ano  | Categoria           | Trabalho indicado | Resultado | Ref.   |
| ---- | ------------------- | ----------------- | --------- | ------ |
| 2018 | Mulheres Solidárias | Ela mesma         | Venceu    | [ 14 ] |

## Kid's Choice Awards

### Kid's Choice Awards -Argentina
| Ano  | Categoria                 | Trabalho indicado             | Resultado | Ref.   |
| ---- | ------------------------- | ----------------------------- | --------- | ------ |
| 2012 | Revelação                 | Violetta Castillo em Violetta | Venceu    | [ 15 ] |
| 2013 | Atriz de TV Favorita      | Violetta Castillo em Violetta | Indicada  | [ 16 ] |
| 2018 | Artista Nacional Favorita | Ela mesma                     | Indicada  | [ 17 ] |
| 2018 | Hit Favorito              | "Te quiero más"               | Indicada  | [ 17 ] |

### Kid's Choice Awards -Colômbia
| Ano  | Categoria            | Trabalho indicado             | Resultado | Ref.   |
| ---- | -------------------- | ----------------------------- | --------- | ------ |
| 2014 | Atriz de TV Favorita | Violetta Castillo em Violetta | Venceu    | [ 18 ] |

### Kid's Choice Awards -Estados Unidos
O "Kids' Choice Awards" (KCAs) é uma premiação americana do cinema, televisão, e música americana criado em 1988 pelo canal de TV a cabo Nickelodeon. Atualmente é a maior premiação infantil do planeta.
| Ano  | Categoria                         | Trabalho indicado             | Resultado | Ref.   |
| ---- | --------------------------------- | ----------------------------- | --------- | ------ |
| 2013 | Artista Latino Favorita           | Violetta Castillo em Violetta | Indicada  | [ 19 ] |
| 2024 | Artista Favorito (América Latina) | Ela mesma                     | Indicada  | [ 20 ] |

### Kid's Choice Awards -México
| Ano  | Categoria       | Trabalho indicado             | Resultado | Ref.   |
| ---- | --------------- | ----------------------------- | --------- | ------ |
| 2014 | Turnê Favorita  | Violetta en Vivo              | Indicada  | [ 21 ] |
| 2014 | Atriz Favorita  | Violetta Castillo em Violetta | Indicada  | [ 21 ] |
| 2014 | Selfie Favorita | Ela mesma                     | Indicada  | [ 21 ] |
| 2015 | Atriz Favorita  | Ela mesma                     | Indicada  | [ 22 ] |
| 2023 | Artista Latino  | Ela mesma                     | Indicada  | [ 23 ] |

## Latin American Music Awards
O "Latin American Music Awards" (Latin AMAs) é uma premiação anual americana exibida pelo canal Telemundo. Trata-se de uma versão latino-americana do American Music Awards (AMAs) produzido pela Dick Clark Productions.
| Ano  | Categoria               | Trabalho indicado | Resultado | Ref.   |
| ---- | ----------------------- | ----------------- | --------- | ------ |
| 2022 | Artista Social Favorita | Ela mesma         | Indicada  | [ 24 ] |

## Latin Music Italian Awards
O "Latin Music Italian Awards" é uma premiação italiana realizada anualmente desde 2012, cujo intuito é prestigiar o evento musical, o qual ocorre na cidade de Milão. É organizado pela Latin Music Oficial com o objetivo de divulgar, promover e reconhecer a música latina na Itália e Europa.
| Ano  | Categoria                                 | Trabalho indicado       | Resultado | Ref.   |
| ---- | ----------------------------------------- | ----------------------- | --------- | ------ |
| 2014 | Melhor Look                               | Ela mesma               | Venceu    | [ 25 ] |
| 2014 | Melhor Fandom                             | Tinistas                | Venceu    | [ 25 ] |
| 2015 | Melhor Look                               | Ela mesma               | Venceu    | [ 26 ] |
| 2015 | Melhor Fandom                             | Tinistas                | Venceu    | [ 26 ] |
| 2016 | Melhor Álbum de uma Artista Latina do Ano | Tini (Martina Stoessel) | Venceu    | [ 27 ] |
| 2016 | Melhor Clipe de uma Artista Latina do Ano | "Great Escape"          | Indicada  | [ 27 ] |
| 2016 | Melhor Artista Latina do Ano              | Ela mesma               | Indicada  | [ 27 ] |
| 2017 | Melhor Artista Latina do Ano              | Ela mesma               | Indicada  | [ 28 ] |
| 2017 | Melhor Fandom Latino                      | Tinistas                | Indicada  | [ 28 ] |
| 2018 | Melhor Artista Latina do Ano              | Ela mesma               | Indicada  | [ 29 ] |
| 2018 | Melhor Álbum Latino do Ano                | Quiero Volver           | Indicada  | [ 29 ] |
| 2018 | Minha Letra Favorita                      | "Quiero Volver"         | Indicada  | [ 29 ] |
| 2019 | Melhor Clipe de uma Artista Latina do Ano | "22"                    | Indicada  | [ 30 ] |
| 2019 | Melhor Artista Latina do Ano              | Ela mesma               | Venceu    | [ 30 ] |
| 2020 | Melhor Artista Latina                     | Ela mesma               | Indicada  | [ 31 ] |
| 2020 | Melhor Clipe de uma Artista Latina        | "Recuerdo"              | Indicada  | [ 31 ] |
| 2020 | Melhor Coreografia de um Clipe Latino     | "Recuerdo"              | Indicada  | [ 31 ] |
| 2020 | Melhor Música Espanglês                   | "Bésame"                | Indicada  | [ 31 ] |
| 2020 | Melhor Look                               | Ela mesma               | Indicada  | [ 31 ] |

## Los 40 Music Awards
“LOS40 Music Awards” é uma premiação espanhola realizada anualmente por uma rádio chamada LOS 40, a qual elege por votação da crítica e por votação popular as melhores músicas de artistas da Espanha e sucessos internacionais.
| Ano  | Categoria                      | Trabalho indicado       | Resultado | Ref.   |
| ---- | ------------------------------ | ----------------------- | --------- | ------ |
| 2021 | Clipe do Ano                   | "La Niña de la Escuela" | Venceu    | [ 32 ] |
| 2021 | Artista Latino                 | Ela mesma               | Indicada  | [ 32 ] |
| 2023 | Melhor Canção Latina           | "Cupido"                | Indicada  | [ 33 ] |
| 2023 | Melhor Artista ou Grupo Latino | Ela mesma               | Indicada  | [ 33 ] |

## Los Mas Clickeados
| Ano  | Categoria                       | Trabalho indicado | Resultado | Ref.   |
| ---- | ------------------------------- | ----------------- | --------- | ------ |
| 2013 | Artistas Mais "Clicados" do Ano | Ela mesma         | Venceu    | [ 34 ] |
| 2015 | Artistas Mais "Clicados" do Ano | Ela mesma         | Venceu    | [ 35 ] |

## Lo Mas Escuchado
| Ano  | Categoria                 | Trabalho indicado | Resultado | Ref.   |
| ---- | ------------------------- | ----------------- | --------- | ------ |
| 2019 | Canção Mais Escutada      | "22"              | Indicada  |        |
| 2019 | Canção Trend              | "Fresa"           | Venceu    |        |
| 2019 | Artista Do Ano            | Ela mesma         | Venceu    |        |
| 2020 | Disco Pop Latino do Ano   | Tini,Tini,Tini    | Venceu    | [ 36 ] |
| 2021 | Fandom Latino             | Tinistas          | Venceu    | [ 37 ] |
| 2022 | Melhor Artista Pop do Ano | Ela mesma         | Venceu    | [ 38 ] |
| 2022 | Colaboração do Ano        | "2:50 Remix"      | Venceu    | [ 38 ] |
| 2022 | Canção do Ano             | Miénteme          | Venceu    | [ 38 ] |

## MTV EMA
O “MTV Europe Music Awards” é uma premiação de música, que ocorre anualmente, no mês de novembro. Foi estabelecido em 1994 pela MTV Europe, para celebrar os artistas, músicas e videoclipes mais populares na Europa.
| Ano  | Categoria                        | Trabalho indicado | Resultado | Ref.                |
| ---- | -------------------------------- | ----------------- | --------- | ------------------- |
| 2016 | Melhor Artista da América do Sul | Ela mesma         | Indicada  | [carece de fontes?] |
| 2018 | Melhor Artista da América do Sul | Ela mesma         | Indicada  | [carece de fontes?] |
| 2019 | Melhor Artista da América do Sul | Ela mesma         | Indicada  | [carece de fontes?] |
| 2020 | Melhor Artista da América do Sul | Ela mesma         | Indicada  | [carece de fontes?] |
| 2021 | Melhor Artista da América do Sul | Ela mesma         | Venceu    | [carece de fontes?] |
| 2022 | Melhor Artista da América do Sul | Ela mesma         | Venceu    | [carece de fontes?] |

## MTV MIAW
O “MTV Millennial Awards”  também conhecido como MTV MIAW, é uma premiação mexicana criada pela MTV Latinoamerica que recompensa o melhor da geração Y nas áreas da música, dos filmes e do mundo digital.
| Ano  | Categoria                      | Trabalho indicado | Resultado | Ref.   |
| ---- | ------------------------------ | ----------------- | --------- | ------ |
| 2018 | Artista Mais "Flama" Argentina | Ela mesma         | Venceu    | [ 39 ] |
| 2019 | Artista Mais "Flama" Argentina | Ela mesma         | Indicada  | [ 40 ] |
| 2019 | Instagrammer Nível Deus        | Ela mesma         | Indicada  | [ 40 ] |
| 2021 | Artista Argentina              | Ela mesma         | Venceu    | [ 41 ] |
| 2022 | ¡Me Gusta!                     | Ela mesma         | Venceu    | [ 42 ] |
| 2024 | Explosão Pop do Ano            | Ela mesma         | Indicada  |        |
| 2024 | Styler GRWM                    | Ela mesma         | Indicada  |        |

## Prêmios Cheers
| Ano  | Categoria                           | Trabalho indicado | Resultado | Ref.   |
| ---- | ----------------------------------- | ----------------- | --------- | ------ |
| 2018 | Responsabilidade Social Empresarial | Ela mesma         | Venceu    | [ 43 ] |

## Prêmios Gardel
Os "Prêmios Gardel" é a maior honraria musical da Argentina. A premiação é concedida pela Câmara Argentina de Produtores de Fonogramas e Videogramas (CAPIF) para reconhecer o melhor da música argentina e premiar o talento de artistas em diversos gêneros e categorias.
| Ano  | Categoria                           | Trabalho indicado   | Resultado | Ref.          |
| ---- | ----------------------------------- | ------------------- | --------- | ------------- |
| 2019 | Melhor Álbum - Artista Pop Feminina | Quiero Volver       | Indicada  | [ 45 ]        |
| 2021 | Canção do Ano                       | "Ella Dice"         | Indicada  | [ 46 ]        |
| 2021 | Melhor Canção Urbana                | "High"              | Indicada  | [ 46 ]        |
| 2021 | Melhor Álbum - Artista Pop          | Tini, Tini, Tini    | Indicada  | [ 46 ]        |
| 2021 | Melhor Colaboração                  | "Un Beso en Madrid" | Indicada  | [ 46 ]        |
| 2022 | Melhor Canção Urbana                | "Bar"               | Indicada  | [ 47 ]        |
| 2022 | Melhor Colaboração Urbana           | "Bar"               | Indicada  | [ 47 ]        |
| 2022 | Gravação do Ano                     | "Miénteme"          | Indicada  | [ 47 ]        |
| 2022 | Canção do Ano                       | "Miénteme"          | Venceu    | [ 47 ]        |
| 2022 | Melhor Canção Pop                   | "Miénteme"          | Venceu    | [ 47 ]        |
| 2023 | Canção do Ano                       | "La Triple T"       | Venceu    | [ 48 ] [ 49 ] |
| 2023 | Gravação do Ano                     | "La Triple T"       | Indicada  | [ 48 ] [ 49 ] |
| 2023 | Melhor Canção Pop                   | "La Triple T"       | Indicada  | [ 48 ] [ 49 ] |
| 2023 | Melhor Clipe Curto                  | "La Triple T"       | Indicada  | [ 48 ] [ 49 ] |
| 2023 | Melhor Colaboração Urbana           | "La Loto"           | Indicada  | [ 48 ] [ 49 ] |
| 2024 | Álbum Artista Pop Urbano            | Cupido              | Indicada  |               |
| 2024 | Melhor Canção Pop                   | "La_Original.mp3"   | Indicada  |               |
| 2024 | Colaboração do Ano                  | "La_Original.mp3"   | Indicada  |               |
| 2024 | Gravação do Ano                     | "La_Original.mp3"   | Indicada  |               |
| 2024 | Canção do Ano                       | "La_Original.mp3"   | Indicada  |               |
| 2024 | Melhor Clipe Curto                  | "La_Original.mp3"   | Indicada  |               |

## Prêmios Heat Latin Music Awards
Os “HEAT Latin Music Awards” também chamado Prêmios HEAT, é uma cerimônia anual da República Dominicana para entrega de prêmios, que geralmente ocorre no início de Maio, o qual homenageia os maiores do ano na música latina. Votado pelo público e com transmissão do canal HTV para toda América Latina.
| Ano  | Categoria                        | Trabalho indicado | Resultado | Ref.   |
| ---- | -------------------------------- | ----------------- | --------- | ------ |
| 2017 | Melhor Artista da América do Sul | Ela mesma         | Indicada  | [ 50 ] |
| 2020 | Melhor Artista da América do Sul | Ela mesma         | Indicada  | [ 51 ] |
| 2023 | Melhor Artista Feminina          | Ela mesma         | Indicada  | [ 52 ] |

## Prêmios Hits do Verão
| Ano  | Categoria        | Trabalho Indicado       | Resultado | Ref. |
| ---- | ---------------- | ----------------------- | --------- | ---- |
| 2021 | Artista Feminina | Ela mesma               | Indicada  |      |
| 2021 | Coreografia      | "La Niña de la Escuela" | Indicada  |      |
| 2021 | Colaboração      | "Miénteme"              | Indicada  |      |

## Prêmios Juventud
Os “Premios Juventud” é uma premiação anualmente organizada pelo canal de televisão estadunidense Univisión, e atribuido a celebridades falantes do castelhano na área do cinema, múisca, esporte, moda e cultura pop.
| Ano  | Categoria                            | Trabalho indicado         | Resultado | Ref.          |
| ---- | ------------------------------------ | ------------------------- | --------- | ------------- |
| 2019 | Da TV para os palcos                 | Ela mesma                 | Indicada  | [ 53 ] [ 54 ] |
| 2019 | Novo nos EUA, mas grande em seu país | Ela mesma                 | Indicada  | [ 53 ] [ 54 ] |
| 2022 | Artista Feminina - Em ascensão       | Ela mesma                 | Indicada  | [ 55 ]        |
| 2022 | GirPower                             | "La Ninã de la Escuela"   | Indicada  | [ 55 ]        |
| 2022 | Melhor Fandom                        | Tinistas                  | Indicada  | [ 55 ]        |
| 2023 | Artista Feminina                     | Ela mesma                 | Indicada  | [ 56 ]        |
| 2023 | "I Want More"                        | Ela mesma                 | Indicada  | [ 56 ]        |
| 2023 | Melhor Canção para o Ex              | "Cupido"                  | Indicada  | [ 56 ]        |
| 2023 | Melhor Canção Pop/Urbana             | "Cupido"                  | Indicada  | [ 56 ]        |
| 2023 | GirPower                             | "La Loto"                 | Indicada  | [ 56 ]        |
| 2023 | Coreografia mais "Hot"               | "La Loto"                 | Indicada  | [ 56 ]        |
| 2023 | Melhor Colaboração Pop/Urbana        | "Muñecas"                 | Indicada  | [ 56 ]        |
| 2023 | Melhor Álbum Pop/Urbano              | Cupido                    | Indicada  | [ 56 ]        |
| 2023 | Melhor Fusão Regional Mexicana       | "Por El Resto de Tu Vida" | Indicada  | [ 56 ]        |

## Prêmios Lo Nuestro
O “Premios Lo Nuestro” é uma premiação anual dos Estados Unidos apresentado pelo canal Univisión, com o intuito de honrar os artistas mais talentosos da música latina.
| Ano  | Categoria                   | Trabalho indicado   | Resultado | Ref.   |
| ---- | --------------------------- | ------------------- | --------- | ------ |
| 2019 | Artista Revelação           | Ela mesma           | Indicada  | [ 59 ] |
| 2022 | Canção do Ano - Pop         | "Un Beso en Madrid" | Indicada  | [ 60 ] |
| 2023 | Remix do Ano                | "La Ducha (Remix)"  | Indicada  | [ 61 ] |
| 2024 | Artista Pop Feminina do Ano | Ela mesma           | Indicada  | [ 62 ] |
| 2024 | Colaboração do Ano          | "La Loto"           | Indicada  | [ 62 ] |
| 2024 | Álbum do Ano - Pop/Urbano   | Cupido              | Venceu    | [ 62 ] |

## Prêmios Martín Fierro
O "Prêmios Martín Fierro" é uma renomada premiação anual de televisão e rádio na Argentina promovida pela Associação de Jornalistas de Televisão e Rádio da Argentina (APTRA). São premiados os melhores da televisão por assinatura e os melhores do interior do país. 
| Ano  | Categoria | Trabalho indicado             | Resultado | Ref.   |
| ---- | --------- | ----------------------------- | --------- | ------ |
| 2013 | Revelação | Violetta Castillo em Violetta | Venceu    | [ 63 ] |

### Prêmio Martín Fierro Digital
Da mesma forma, desde 2018, são concedidos os "Prêmios Martín Fierro Digital", que premia os criadores de conteúdo em plataformas digitais.
| Ano  | Categoria              | Trabalho indicado | Resultado | Ref.   |
| ---- | ---------------------- | ----------------- | --------- | ------ |
| 2018 | Melhor Artista Musical | Ela mesma         | Venceu    | [ 64 ] |

### Prêmio Martín Fierro de Moda
| Ano  | Categoria                          | Trabalho indicado | Resultado | Ref.   |
| ---- | ---------------------------------- | ----------------- | --------- | ------ |
| 2019 | Cantora Feminina com Melhor Estilo | Ela mesma         | Indicada  | [ 65 ] |
| 2023 | Cantora Feminina com Melhor Estilo | Ela mesma         | Indicada  | [ 66 ] |

## Prêmios MUSA
O "Premios Musa" é uma premiação musical chilena, concedida pelo conglomerado de rádio Ibero Americana Radio Chile com suas dez rádios nacionais, criado para premiar o melhor da música chilena e internacional no ano.
| Ano  | Categoria                        | Trabalho indicado | Resultado | Ref.   |
| ---- | -------------------------------- | ----------------- | --------- | ------ |
| 2021 | Colaboração Internacional do Ano | "Miénteme"        | Indicada  | [ 67 ] |

## Prêmios Odeón
| Ano  | Categoria            | Trabalho indicado       | Resultado | Ref.   |
| ---- | -------------------- | ----------------------- | --------- | ------ |
| 2022 | Canção do Ano        | "La Niña de la Escuela" | Indicada  | [ 68 ] |
| 2022 | Melhor Clipe         | "La Niña de la Escuela" | Indicada  | [ 68 ] |
| 2022 | Melhor Canção Urbana | "La Niña de la Escuela" | Indicada  | [ 68 ] |
| 2022 | Melhor Canção Latina | "Miénteme"              | Indicada  | [ 68 ] |

## Prêmios Quiero
Os “Premios Quiero” (PQ) é uma premiação anual argentina que premia o melhor da música de língua espanhola desde 2009. 
| Ano  | Categoria                            | Trabalho indicado              | Resultado | Ref.   |
| ---- | ------------------------------------ | ------------------------------ | --------- | ------ |
| 2016 | Melhor Músico Instagrammer           | Ela mesma                      | Venceu    | [ 69 ] |
| 2016 | Melhor Clipe de uma Artista Feminina | "Siempre Brillarás"            | Indicada  | [ 69 ] |
| 2017 | Melhor Canal do Youtube de Artistas  | Ela mesma                      | Venceu    | [ 70 ] |
| 2017 | Melhor Clipe de uma Artista Feminina | "Si tu te vas"                 | Indicada  | [ 70 ] |
| 2017 | Melhor Diretor                       | "Si tu te vas"                 | Indicada  | [ 70 ] |
| 2017 | Melhor Clipe Pop                     | "Ya No Hay Nadie Que Nos Pare" | Indicada  | [ 70 ] |
| 2018 | Melhor Canal do Youtube de Artistas  | Ela mesma                      | Indicada  | [ 71 ] |
| 2018 | Melhor Clipe Melódico                | "Consejo de Amor"              | Indicada  | [ 71 ] |
| 2018 | Melhor Clipe de uma Artista Feminina | "Princesa"                     | Indicada  | [ 71 ] |
| 2018 | Melhor Coreografia                   | "Princesa"                     | Venceu    | [ 71 ] |
| 2019 | Melhor Clipe de uma Artista Feminina | "22"                           | Venceu    | [ 72 ] |
| 2019 | Melhor Clipe do Ano                  | "22"                           | Venceu    | [ 72 ] |
| 2019 | Melhor Clipe Melódico                | "Por Qué te Vas?"              | Venceu    | [ 72 ] |
| 2019 | Melhor Encontro Extraordinário       | "Por Qué te Vas?"              | Indicada  | [ 72 ] |
| 2019 | Melhor Canal do Youtube de Artistas  | "Ela mesma"                    | Indicada  | [ 72 ] |
| 2020 | Melhor Coreografía                   | "Duele"                        | Indicada  | [ 73 ] |
| 2020 | Melhor Clipe de uma Artista Feminina | "Oye"                          | Indicada  | [ 73 ] |
| 2020 | Clipe do Ano                         | "Ella Dice"                    | Indicada  | [ 73 ] |
| 2020 | Melhor Encontro Extraordinário       | "Ella Dice"                    | Venceu    | [ 73 ] |
| 2020 | Melhor Clipe Pop                     | "Ya No Me Lllames"             | Venceu    | [ 73 ] |
| 2021 | Melhor Clipe Pop                     | "Miénteme"                     | Indicada  |        |
| 2021 | Clipe do Ano                         | "Miénteme"                     | Indicada  |        |
| 2021 | Melhor Clipe Pop                     | "2:50 (Remix)"                 | Indicada  |        |
| 2021 | Clipe do Ano                         | "2:50 (Remix)"                 | Indicada  |        |
| 2021 | Melhor Clipe de uma Artista Feminina | "Maldita Foto"                 | Indicada  |        |
| 2021 | Melhor Encontro Extraordinário       | "Maldita Foto"                 | Indicada  |        |
| 2021 | Melhor Clipe Melódico                | "Un Beso en Madrid"            | Indicada  |        |
| 2021 | Melhor Músico Influencer             | Ela mesma                      | Indicada  |        |
| 2022 | Melhor Clipe de uma Artista Feminina | "La Triple T"                  | Indicada  |        |
| 2022 | Melhor Clipe de Festa                | "La Triple T"                  | Indicada  |        |
| 2022 | Clipe do Ano                         | "La Triple T"                  | Indicada  |        |
| 2023 | Melhor Clipe Urbano                  | "Me Enteré"                    | Indicada  |        |
| 2023 | Melhor Clipe de uma Artista Feminina | "Cupido"                       | Indicada  |        |
| 2023 | Melhor Clipe do Ano                  | "Cupido"                       | Indicada  |        |
| 2023 | Melhor Clipe de Festa                | "Muñecas"                      | Indicada  |        |

## Prêmios Tu Música Urbano
O “Premios Tu Música Urbano” é uma premiação porto-riquenha realizada no Coliseo de Puerto Rico José Miguel Agrelot em Porto Rico. A seleção dos indicados baseia-se nos downloads, streamings, seguidores e shows apresentados pelos artistas durante o período anual.
| Ano  | Categoria                  | Trabalho indicado | Resultado | Ref.   |
| ---- | -------------------------- | ----------------- | --------- | ------ |
| 2019 | Top Rising Star - Feminino | Ela mesma         | Indicada  | [ 74 ] |
| 2019 | Colaboração do Ano         | "Miénteme"        | Indicada  | [ 74 ] |
| 2019 | Clipe do Ano               | "Miénteme"        | Indicada  | [ 74 ] |
| 2023 | Clipe do Ano               | "La Loto"         | Indicada  | [ 75 ] |
| 2023 | Álbum Feminino do Ano      | Cupido            | Indicada  | [ 75 ] |
| 2023 | Top Canção Pop Urbana      | "La Triple T"     | Indicada  | [ 75 ] |
| 2023 | Artista Feminina           | Ela mesma         | Indicada  | [ 75 ] |
| 2023 | Artista Social             | Ela mesma         | Indicada  | [ 75 ] |
| 2023 | Artista Pop Urbana         | Ela mesma         | Indicada  | [ 75 ] |

## Socialiteen Awards
| Ano  | Categoria                  | Trabalho indicado       | Resultado | Ref.   |
| ---- | -------------------------- | ----------------------- | --------- | ------ |
| 2020 | Artista Latina             | Ela mesma               | Indicada  | [ 76 ] |
| 2021 | Artista Viral do Ano       | Ela mesma               | Indicada  | [ 77 ] |
| 2021 | Colaboração Musical do Ano | "La Niña de la Escuela" | Venceu    | [ 77 ] |
| 2022 | Artista Latina do Ano      | Ela mesma               | Venceu    | [ 78 ] |

## Urban Music Awards
O “Urban Music Awards” foi uma premiação colombiana realizada somente em 2019 com foco em premiar os melhores do mercado latino.
| Ano  | Categoria           | Trabalho indicado | Resultado | Ref.   |
| ---- | ------------------- | ----------------- | --------- | ------ |
| 2019 | Canção do Ano       | "22"              | Indicada  | [ 80 ] |
| 2019 | Melhor Artista Novo | Ela mesma         | Indicada  | [ 80 ] |

## World Music Awards
| Ano  | Categoria                     | Trabalho indicado | Resultado | Ref.   |
| ---- | ----------------------------- | ----------------- | --------- | ------ |
| 2014 | Melhor Clipe                  | Libre Soy         | Indicada  | [ 81 ] |
| 2014 | Melhor Canção                 | Libre Soy         | Indicada  | [ 81 ] |
| 2014 | Melhor Artista Feminina       | Ela mesma         | Indicada  | [ 81 ] |
| 2014 | Melhor Atuação Ao Vivo        | Ela mesma         | Indicada  | [ 81 ] |
| 2014 | Melhor Artista Mundial do Ano | Ela mesma         | Indicada  | [ 81 ] |